# Isidrogalvia schomburgkiana
Isidrogalvia schomburgkiana là một loài thực vật có hoa trong họ Melanthiaceae. Loài này được (Oliv.) Cruden miêu tả khoa học đầu tiên năm 1991.